# Kinolinsárga
A kinolinsárga egy adalékanyag, mely az ételeknek sárga, zöldes-sárga színt kölcsönöz. Tetováláshoz is használják. Kémiailag a 2-(2-kinolil)indán-1,3-dion mono-, di- és triszulfonátjának keveréke. CAS száma [80583-08-0].

## Felhasználása
E104-es jelzése van az élelmiszeripari adalékok között. Erős sárga vagy zöldessárga színű ételszínezéknek használják. Jégkrémek, cukorkák, mártásos főtt tojás és füstölt halak színezőanyagaként fordul elő. Érintése dermatitiszt okozhat.[forrás?] Az USA-ban, Japánban, Norvégiában tiltott adalékanyag, Ausztráliában 2003-tól engedélyezték használatát.[forrás?]